# Mitchell Hurwitz
Mitchell D. Hurwitz (född 29 maj 1963) är en amerikansk manusförfattare och producent. Mest känd är han som skaparen av Arrested Development, för att ha varit med och skapat Ellen Degeneres Show, samt för att ha bidragit till The John Larroquette Show och Pantertanter.

## Födelse och ungdomsår
Mitchell Hurwitz föddes i Anaheim, Kalifornien. Han är av judisk tro. 1976, när Hurwitz var 12 år, startade han tillsammans med sin äldre bror Michael och sin far Mark företaget The Chipyard, som tillverkade kakor. The Chipyard bedriver fortfarande verksamhet i Boston.  Han har examen från Estancia High School i Costa Mesa, CA, och från Georgetown University 1985 med engelska och teologi som huvudämnen.

## Tidig karriär
Under 1980- och 1990-talet arbetade Hurwitz med flera sitcoms, bl.a. Nurses, Pantertanter, The Golden Palace, The John Larroquette Show, Ellen Degeneres Show och Michael J. Fox-producerade pilotserien Hench at Home. Han skapade även "Everything's Relative," en komedi med Jeffrey Tambor och Jill Clayburgh som gick på NBC 1999.

## Arrested Development
Hurwitz blev handplockad av Ron Howard för att skapa en sitcom om en rik ofungerande familj, vilken så småningom blev Arrested Development.  Hurwitz skrev pilotavsnittet 2002, och det spelades in 2003. FOX plockade upp serien för sin tablå i maj samma år. Trots att serien fick ett varmt mottagande och hyllades av kritiker runt om i Amerika, led den av låga tittarsiffror under samtliga tre säsonger. Serien nominerades i juli 2004 för 7 st Emmys, och den vann 5 st, bl.a. Outstanding Comedy Series, Outstanding Directing in a Comedy Series och Outstanding Writing in a Comedy Series. Hurwitz vann två Emmys: Outstanding Writing for a Comedy Series ("Pilot") och Outstanding Comedy Series, tillsammans med den andra producenterna av serien.
Tittarsiffrorna fortsatte att falla under säsong 2, vilket ledde till att man gick ner på 18 avsnitt istället för de planerade 22. Trots dåliga tittarsiffror rosades serien av kritikerna, och nominerades för 11 Emmys. Hurwitz vann (Outstanding Writing for a Comedy Series for "Righteous Brothers", ett avsnitt som Hurwitz skrev tillsammans med Jim Vallely. Priset för Outstanding Comedy Series gick till Everybody Loves Raymond, som var inne i sin sista säsong.
Under den tredje och sista säsongen försökte Hurwitz desperat att rädda Arrested Development, men han saknade sponsorpengar för att marknadsföra serien. Serien skars ner igen, från 22 avsnitt till 13. FOX tillkännagav att de lägger ner serien innan de 5 sista avsnitten producerats. Den tredje säsongen blev Hurwitz nominerad för 2 Emmys: Outstanding Writing for a Comedy Series for the series finale, "Development Arrested," tillsammans med Chuck Tatham, Jim Vallely och Richard Day samt Outstanding Comedy Series tillsammans med seriens övriga producenter.
2009 mottog Hurwitz Outstanding Television Writer Award på 2009 Austin Film Festival. Priset delades ut av Ron Howard.

## Senare projekt
Hurwitz skapade FOX:s animerade komedi Sit Down, Shut Up, baserad på den australiensiska serien med samma namn, 2008.
Bland Hurwitzs övriga projekt finns den amerikanska nyinspelningen av de brittiska komediserierna The Thick of It (serien plockades inte upp av ABC för säsongen 2007–2008, men andra bolag som HBO, Showtime och NBC har uttryckt intresse) och Absolutely Fabulous.
My World And Welcome To It är en pilotserie från 2009 på CBS. Producenterna är Jay Kogen, Kim Tannenbaum, Barry Sonnenfeld & Hurwitz. Serien är baserad på James Thurbers novellsamling om pappaliv på 1960-talet.